# Termosoma

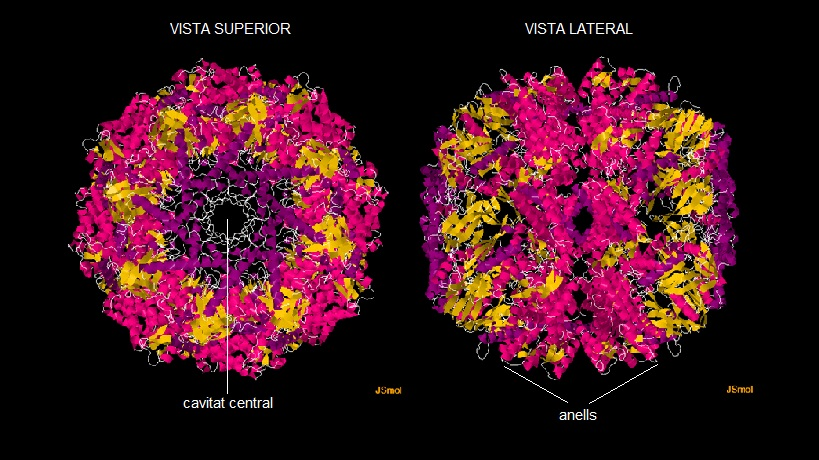
Estructura tridimensional d'un termosoma de Thermoplasma acidophilum

El termosoma és una proteïna complexa present en arqueus, formada per vuit subunitats de dues classes diferents anomenades alfa (α) i beta (β), per tant, és una proteïna heterooligomèrica.
Consisteix en dues piles d'anells simètrics de vuit plegaments que constitueixen una estructura en forma de cilindre amb una gran cavitat al mig. Aquesta característica estructural ha fet que aquesta proteïna es classifiqués dins del grup II de xaperonines, una de les famílies de les xaperones moleculars.
A més de la funció comuna de totes les xaperones, la d'ajudar al plegament de proteïnes, mostra una activitat d'ATPasa feble que té la màxima activitat aproximadament en els 60 °C. Això va portar a posar-li el nom de termosoma.
Inicialment la paraula termosoma es va crear per designar la xaperonina de Pyrodictium occultum, on primer es va descobrir, però actualment s'utilitza com a terme genèric per fer referència a totes les xaperonines d'arqueus.
| Tipus de molècula   | ProteÏna          |
| Tipus de proteïna   | Xaperona          |
| Altres noms         | Xaperonina ATPasa |
| Número EC           | 3.6.4.9           |
| Massa molecular     | ≈60 kDa           |
| Número d'aminoàcids | 540-550           |

## Xaperones
Les xaperones són una família de proteïnes que, entre altres funcions, ajuden al correcte plegament d'alguns polipèptids mitjançant enllaços no covalents. Actuen evitant l'agregació proteica abans de la finalització del plegament. Són proteïnes de xoc tèrmic (hsp), ja que la seva síntesi augmenta a elevades temperatures.
Dins de les xaperones moleculars trobem la família de les xaperonines, classificades en dues subfamílies: xaperonines de tipus I o GroEL i xaperonines de tipus II.

### Xaperonines

#### Xaperonines del grup I
Les xaperonines del grup I es troben en eubacteris i en els seus descendents endosimbiòtics, que són els mitocondris i els cloroplasts. Les xaperonines GroEL formen una estructura en forma de barril que actua quan la proteïna ja ha sigut sintetitzada. Aquest tipus de xaperonina forma una mena de “càmera d'aïllament” a l'interior de la qual hi encaixen les proteïnes mal plegades, creant un entorn favorable per tal que es puguin plegar com cal.
Concretament, la seva estructura consisteix en dos anells de 7 subunitats cadascun. Aquestes 14 subunitats en total rodegen una cavitat central hidròfoba suficient per envoltar proteïnes de 90 kDa. Aquestes xaperonines posseeixen activitat ATPasa i hidrolitzen ATP a mesura que faciliten el plegament.
Quan la proteïna mal plegada és captada per la xaperonina gràcies a la seva part hidrofòbica, una altra proteïna anomenada GroES, juntament amb la unió d'ATP a cada subunitat, cobreix la GroEL de manera que el barril s'eixample i la proteïna acaba d'entrar i es torna a plegar correctament. Després d'uns 15 segons, la hidròlisi de les 14 molècules d'ATP de les subunitats expulsa la proteïna i el cicle torna a començar.

#### Xaperonines del grup II
Les xaperonines de tipus II inclouen el termosoma d'arqueus i el complex xaperonina del citosol de cèl·lules eucariotes també anomenat CCT (Chaperonin Containing TCP-1), TCP-1 (T-Complex Protein-1) o TRiC (TCP-1 ring Complex).
En el cas del TRiC (CCT), la seva estructura consta de 8 subunitats per cada anell. És possible que, igual que GroEL, els substrats del CCT estiguin lligats al voltant del seu domini apical. CCT és una ATPasa amb una relativa activitat enzimàtica feble in vitro. La seva activitat enzimàtica és diferent de l'activitat clàssica de les ATPases com Na+ /K+.Tot i això, és possible que l'activitat com a ATPasa del CCT in vivo en presència de substrats proteics sigui més gran que in vitro.
La majoria de termosomes i TRiC consisteixen en dos anells de vuit subunitats cadascun que estan apilats consecutivament. Cadascuna de les vuit subunitats del TRiC poden diferir en l'especificitat amb el substrat. Com a conseqüència, els polipèptids desnaturalitzats s'acoblen a la xaperonina a través de la interacció amb una subunitat determinada. La majoria d'arqueus tenen un sol gen que codifica els Termosomes, en canvi, en el cas del TRiC hi ha un gen diferent per cada subunitat. Igual que GroEL i Termosoma, TRiC necessita la hidròlisi d'ATP per plegar proteïnes desnaturalitzades.
La principal diferència entre el grup I i el grup II de xaperonines és que les del grup II tenen una regió extra situada al final del domini apical que no es troba en les xaperonines del grup I. Aquesta protuberància tanca la cavitat a causa dels canvis de conformació que pateix la xaperonina després de la unió d'ATP. És a dir, per dur a terme l'encapsulament i l'alliberament de la proteïna substrat porten a terme transicions conformacionals dependents d'ATP.

## Estructura

### General
El termosoma té 42 punts de simetria i té una forma esfèrica amb una alçada de 158Å i un diàmetre de 16Å. Al centre es troba una cavitat on es duu a terme el plegament de proteïnes. Aquesta proteïna està composta per dos anells enganxats formats per vuit subunitats de dos tipus diferents, alfa i beta, disposats de forma alterna.

### Subunitats
El plegament i el domini de les subunitats alfa i beta del termosoma són virtualment idèntiques, però genèticament només tenen un 63% de seqüència idèntica. Cada subunitat alfa té una àrea de superfície de 22.360 Å2; 2,73% la qual és hidròfila, mentre que la beta és asimètrica, ja que 2.550 Å2 (31% hidròfob) s'enterren en contacte amb la subunitat de l'esquerra i 2.190 Å2 (50% hidrofòbic) amb la de la dreta. Aquests contactes involucren principalment els dominis equatorial (1.490 Å2, 56% hidrofòbic) i apical (2.190 Å2, 38% hidrofòbic). El 75% de l'àrea de cada subunitat es manté exposada, i d'aquesta només el 18% és hidrofòbica.
L'àrea de la superfície en la interfase entre subunitats alfa és de 710 Å2 (25% hidrofòbic) i de 480 Å2 (38% hidrofòbic) entre subunitats beta. L'àrea és més gran entre subunitats alfa principalment el contacte format per un pont entre Arg-25 i Glu-29 en l'hèlix H1 de cada subunitat.

### Domini apical
L'estructura del termosoma mostra un domini globular, on el substrat s'uneix per tal de plegar-se, en el cor del termosoma amb unes dimensions d'aproximadament 25x30x35 Å3, al qual se li uneix una protuberància de 25Å de llarg de dues hèlix antiparal·leles unides per un petit bucle.
En el domini hi trobem un beta-sandwich format per dues làmines beta ortogonals. La làmina beta A està formada per beta-alfa-beta-alfa-beta i cobert amb dues hèlix antiparal·leles en la seva cara exterior. En el GroEL aquestes dues hèlix, H8 i H9 contenen residus hidròfobs exposats a la seva superfície que estan involucrats en el plegament de proeïnes. En el termosoma, en canvi, l'equivalent a la H8 té una llargada de 36Å, mentre que la del GroEL és de 16Å, que formen conjuntament una hèlix addicional que forma la protruberància a la part globular del domini. En la part interior de la làmina A, l'hèlix connecta la làmina A amb la làmina B de 4 filaments.
Hi ha dues regions on s'agrupen els residus hidrofòbics exposats en la superfície del domini apical. Una d'elles es troba al costat del termini N i C que està connectada covalenment al domini intermedi. A més a més, divers estudis han demostrat que aquest contacte amb l'interdomini inclou interaccions no-covalents i hidròfobes amb la regió propera el termini.

### Conformació oberta i tancada
El cicle de reacció de les xaperonines consisteix en una alternació regulada per nucleòtids entre un estat obert d'acceptació de substrat i un estat tancat de plegament actiu. A les xaperonines del grup I aquest tancament el produeix una co-xaperonina (GroES), mentre que les xaperonines del grup II, termosomes i TRiC, ja posseeixen una estructura per tancar-se en la seva conformació, i s'ha observat en alguns casos que també poden actuar en absència de nucleòtids.
Amb la combinació de Raig-X i de dades cryo-EM, els científics van ser capaços de fer un model de l'orientació del domini apical. Les protuberàncies hidrofòbiques se situen en la part interior de la cavitat central i la seva conformació suggereix que hi ha aquest moviment de tancament del complex que fa que es posicionin de manera que tanquin l'obertura de la cavitat. Això explica per què no es necessiten ni hi ha GroES ens les xaperonines del grup II, és a dir, que només hi ha un polipèptid que fa ambdues funcions, la de GroEL i la de GroES.
Els estudis per dispersió de neutrons d'angle petit (SANS) donen informació sobre l'estructura general i els canvis conformacionals de macromolècules en solució, i van determinar que el canvi entre els estats obert i tancat del termosoma es produeixen durant el seu cicle d'actuació com a ATPasa. En concret la hidròlisi de l'ATP és l'esdeveniment que provoca la transició de la forma oberta a la tancada, ja que es va comprovar que un termosoma mutant, que podia enllaçar-se a l'ATP però no hidrolitzar-lo, es mantenia sempre en la conformació oberta, i no era funcional. 
En la conformació tancada una de les dues hèlix de la protuberància d'unió del substrat passa a ser una làmina beta que forma un barril beta amb els seus equivalents d'altres subunitats de l'anell. Aquesta inusual capacitat d'aquest segment de proteïna potser ha evolucionat per tal d'ampliar el rang de substrats que s'uneixen al termosoma.

## Funcions
S'ha observat que a vegades els termosomes formen fibres o rais de fibres com fan altres proteïnes com l'ARN polimerasa, la glutamina sintetasa i la xaperonina GroEL de l'Escherichia coli. També es va suggerir que aquesta proteïna servia com a blocs de construcció del citoesquelet dels arqueus.
Tot i això, l'única funció demostrada i sòlida establerta fins al moment és el de fer enllaços i plegar polipèptids desnaturalitzats.
A més a més, es va trobar una dèbil, però significant, activitat enzimàtica. Es va mesurar l'activitat d'ATPasa mesurant amb la colorimetria l'ortofosfat que s'alliberava de la hidròlisi d'ATP. Es va calcular després la dependència de temperatura, on es va observar una activitat màxima a aproximadament 60 °C. Durant aquesta pujada de termperatura del Th. acidophitum es van hidrolitzar 3,6 mol ATP/ (mol termosoma•min).
A través dels canvis estructurals observats en estudis de marcatge per fluorescència s'ha pogut determinar que l'estequiometria en la fase d'enllaç entre l'ATP i el termosoma correspon a una molècula d'ATP per cada dues subunitats. S'ha observat que hi ha una cooperació negativa entre les interaccions d'enllaç dels anells superior i inferior de la macromolècula, cosa que concorda amb el fet que durant el procés d'hidròlisi només un dels dos anells és actiu.
També existeixen diferències en les taxes d'actuació entre les subunitats α i β. Pel que fa a l'alliberament de fosfats i ADPs, s'ha observat que hi ha un primer estat en que no s'observa una ràpida producció i un segon estat on s'experimenta una evolució lineal de la producció.